# Brightburn : L'Enfant du mal
Pour plus de détails, voir Fiche technique et Distribution.
Brightburn : L’Enfant du mal (Brightburn) est un film de science-fiction horrifique américain réalisé par David Yarovesky, sorti en 2019. Il s’agit du détournement du genre de super-héros et notamment le mythe de Superman en tirant vers l'horreur.

## Synopsis
En 2006, en pleine nuit, Kyle et Tori Breyer, un couple de fermiers sans enfant découvre un bébé dans une capsule spatiale qui s'est écrasée dans leur propriété de Brightburn, au Kansas. Ils recueillent l'enfant, qu'ils appellent Brandon, l'élèvent comme un enfant adopté, et cachent la capsule sous la grange. À ses douze ans, Brandon est un garçon intelligent mais considéré comme bizarre dans son collège. Il entend la nuit une transmission émanant de la capsule et commence à développer des pouvoirs : il se découvre une force surhumaine et une résistance à toutes les blessures. Les transmissions nocturnes provoquent également des crises de somnambulisme qui l'attirent vers la capsule, mais Tori parvient à garder le secret.
Les crises de colère de Brandon passent pour un symptôme d'adolescence pour sa famille. Quand son oncle Noah et sa tante Merilee lui offrent un fusil de chasse pour son anniversaire, Brandon prend mal le refus de son père de lui laisser l'arme. Kyle commence à s'interroger sur son fils et Tori trouve des photos de femmes en lingerie mais aussi d'organes humains cachées dans la chambre de Brandon. Kyle essaie de parler sexualité avec Brandon pendant une soirée camping, sans succès. Pendant la nuit, Brandon utilise sa vitesse pour rejoindre la maison de Caitlyn, une camarade de classe qui lui plait, et se cache dans sa chambre jusqu'à ce qu'elle se réveille et le remarque, terrifiée. De retour chez eux, Kyle remarque que les poulets sont agités en présence de Brandon et trouve les animaux massacrés dans la nuit ; Tori pense à une attaque de loup, mais Kyle est persuadé que Brandon est responsable.
Pendant un exercice de confiance à l'école, Brandon effraie Caitlyn et pour se venger de l'avoir laissé tomber, il lui serre la main jusqu'à la briser. Il est alors suspendu deux jours et sera suivi par la conseillère de l'école, sa tante Merilee. Plus tard, une nuit, Tori voit Brandon léviter au-dessus de la capsule dont il a ouvert l'accès. En reprenant conscience, il tombe et se blesse pour la première fois sur le métal de la capsule. Tori ne peut plus garder le secret de la nature du garçon, qui part et, dans sa colère, comprend le message émis par le vaisseau : « Conquérir le monde ».
Brandon s'introduit de nouveau dans la chambre de Caitlyn et lui annonce qu'elle sera témoin de son ascension, mais elle le repousse, sa mère Erica lui ayant interdit de le voir. Par vengeance, Brandon se confectionne un masque et attaque Erica dans le restaurant où elle travaille. Merilee constate que Brandon montre des signes de psychopathie, n'exprimant aucun remords, et lui dit qu'elle devra en parler à la police. Après avoir tenté de l'intimider chez elle dans la soirée, Brandon enfile son masque et s'introduit chez Merilee, mais est surpris par Noah. Quand Brandon commence à s'en prendre à lui, Noah prend peur et fuit la maison en voiture, mais il est rattrapé par le garçon qui soulève la voiture et la laisse retomber, laissant Noah défiguré et mourant dans son sang. Brandon dessine un symbole dans le sang de Noah avant de rentrer chez lui, prétextant avoir été harcelé par d'autres élèves.
Tori et Kyle voient que leur fils leur ment, ce qui est confirmé quand ils apprennent la mort de Noah et que Merilee leur dit que Brandon est passé chez elle. Le lendemain matin, Brandon semble prendre la nouvelle de la mort de son oncle à la légère, et quand Kyle le confronte sur ses mensonges, le garçon le repousse violemment. Kyle fouille la chambre de Brandon et trouve ses vêtements tachés de sang. Malgré la preuve, Tori refuse de croire que Brandon a tué Noah. Kyle prétexte une partie de chasse pour renouer avec Brandon, mais il tente de le tuer d'une balle dans la tête, et en réponse, Brandon tue Kyle avec sa vision laser.
Le shérif fait le lien entre la disparition d'Erica et la mort de Noah par le symbole laissé. Il demande à voir Brandon, mais Tori refuse. Elle trouve alors un cahier avec le symbole et les dessins des meurtres ainsi qu'une représentation de Brandon masqué en destructeur. Tori appelle Kyle, mais c'est Brandon qui répond, avoue la mort de Kyle et attaque la maison. Tori parvient à appeler la police à l'aide et le shérif et une adjointe tentent d'intervenir avant d'être tués par la force brute de Brandon. Tori prend conscience que le métal du vaisseau a blessé son fils et rejoint la grange. Elle y trouve le corps mutilé d'Erica entouré du symbole. Elle arrache un éclat du vaisseau et tente d'apaiser Brandon pour l'approcher et le tuer. Brandon voit cependant le coup venir et prend son envol avant de lâcher Tori depuis la haute altitude. Pour dissimuler le massacre, Brandon provoque le crash d'un avion sur la ferme, tuant tous les passagers.
Dans les jours qui suivent, les médias rapportent les événements destructeurs qui apparaissent à Brightburn. Un vidéaste complotiste, Big T, fait le lien avec d'autres légendes urbaines sur des êtres surhumains, prêts à s'en prendre à l'humanité.

## Fiche technique
Sauf indication contraire, les informations mentionnées dans cette section peuvent être confirmées par la base de données cinématographiques IMDb,  présente dans la section « Liens externes ».
- Titre original : Brightburn
- Titres français et québécois[1] : Brightburn : L’Enfant du mal
- Réalisation : David Yarovesky
- Scénario : Brian Gunn et Mark Gunn
- Direction artistique : Patrick M. Sullivan Jr
- Décors : Christian Snell
- Costumes : Autumn Steed
- Photographie : Michael Dallatorre
- Montage : Andrew S. Eisen et Peter Gvozdas
- Musique : Tim Williams (en)
- Production : James Gunn et Kenneth Huang
- Société de production : Screen Gems, Stage 6 Films, The H Collective et Troll Court Entertainment
- Sociétés de distribution : Screen Gems (États-Unis) ; Sony Pictures (Québec)[1] ; Sony Pictures Releasing France (France)
- Pays d’origine :  États-Unis
- Langue originale : anglais
- Format : couleur — 2,35:1 — son Dolby Digital 5.1
- Genre : science-fiction horrifique
- Durée : 91 minutes
- Dates de sortie :
  - États-Unis, Québec[1] : 24 mai 2019
  - Belgique, France : 26 juin 2019
- Interdit aux moins de 12 ans lors de sa sortie en France

## Distribution
- Elizabeth Banks (VQ : Viviane Pacal) : Tori Breyer
- David Denman (VQ : Tristan Harvey) : Kyle Breyer
- Jackson A. Dunn (VQ : Frédéric Larose) : Brandon Breyer / Brightburn
- Matt L. Jones (VQ : Louis-Philippe Dandenault) : Noah McNichol
- Meredith Hagner (en) (VQ : Catherine Bonneau) : Merilee McNichol
- Steve Agee : EJ
- Becky Wahlstrom (VQ : Isabelle Leyrolles) : Erica
- Emmie Hunter (VQ : Elisabeth Gauthier-Pelletier) : Caitlyn
- Gregory Alan Williams (VQ : Widemir Normil) : Sheriff Deever
- Stephen Blackehart : Travis
- Michael Rooker (VQ : Alain Zouvi) : Big T
- Jennifer Holland : Mme Espenschied

Version québécoise (VQ) sur Doublage qc.ca

## Production

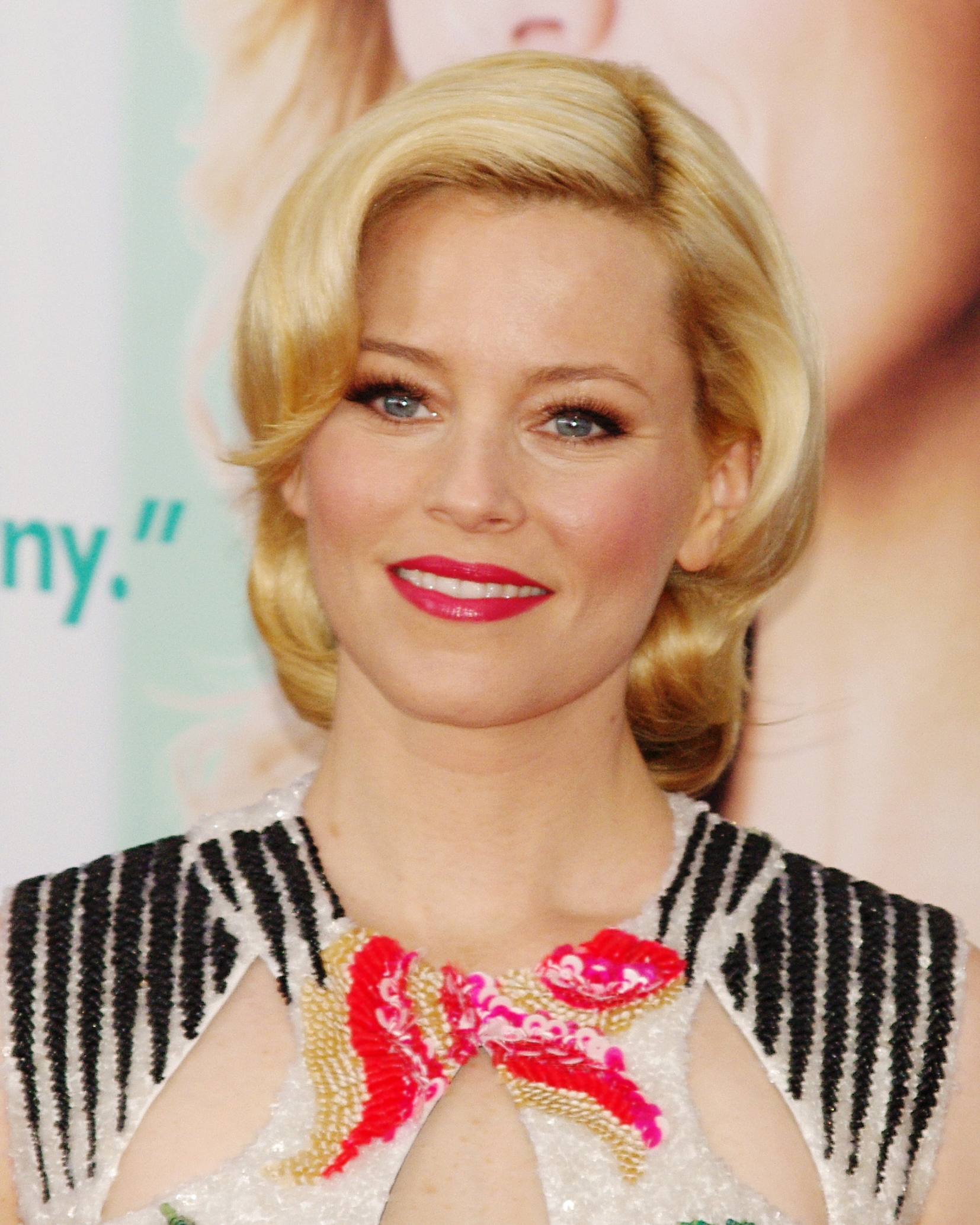
L'actrice principale du film, Elizabeth Banks.

### Développement, attribution des rôles et tournage
La production du film est annoncée en décembre 2017 produit par James Gunn, scénarisé par son frère Brian Gunn et son cousin Mark Gunn, et réalisé par David Yarovesky.
En mars 2018, il est annoncé que Elizabeth Banks, Jackson Dunn, David Denman, Meredith Hagner et Matt L. Jones sont engagés au générique du film.
Le tournage commence en mars 2018.

### Promotion
James Gunn commence la promotion du film en juillet 2018, lors du Comic-Con en partageant l'image du symbole de Brightburn. Les premières hypothèses autour du symbole évoquent une adaptation du jeu vidéo Bloodborne ou du manga Berserk.
La première bande annonce sort le 8 décembre 2018 en ligne, détournant l'iconographie du film Man of Steel de Zack Snyder, dont Brightburn reprend les origines,.

## Accueil

### Sorties
À l’origine, la sortie de Brightburn : L’Enfant du mal est annoncée pour le 30 novembre 2018. Elle est finalement repoussée au 24 mai 2019 aux États-Unis et au Québec, ainsi qu’au 26 juin 2019 en Belgique et en France.
En France, il est prévu de sortir le 30 octobre 2019 en DVD et Blu-ray, avec de nombreux bonus en suppléments[réf. nécessaire].

### Critiques
Le site Allociné recense une moyenne des critiques presse de 2,8/5. Pour Le Parisien, « Le film met un moment à se mettre en route mais, une fois que le super-méchant bascule pour de bon du mauvais côté de la force, les scènes chocs, gore et de mauvais goût se multiplient ». Pour Les Fiches du cinéma, 
« Cette variation roublarde sur la genèse de Superman échoue, malgré des intentions sincères et quelques frissons très gore, à terrifier ».

### Box-office
| Pays ou région        | Box-office      | Date d'arrêt du box-office | Nombre de semaines |
| --------------------- | --------------- | -------------------------- | ------------------ |
| États-Unis Canada     | 17 300 439 $    | 9 juin 2019                | 5                  |
| France                | 166 498 entrées |                            |                    |
| Total hors États-Unis | 15 592 982 $    | 9 juin 2019                | 5                  |
| Total mondial         | 32 893 421 $    | 9 juin 2019                | 5                  |